# 岩川隆
岩川 隆（いわかわ たかし、1933年（昭和8年）1月25日 - 2001年（平成13年）7月15日）は、日本のノンフィクション作家。

## 来歴・人物
山口県岩国市生まれ。旧制山口県立防府中学校、山口県立防府高等学校を経て広島大学文学部独文科卒業。
梶山軍団の一員として、『週刊文春』『週刊女性』などに執筆の後、小説、ノンフィクションを上梓。
1976年、『神を信ぜず』、1979年、『多くを語らず』、1982年、『海峡』でそれぞれ直木賞候補。1994年、JRA賞馬事文化賞、1995年、『孤島の土となるとも』（BC級戦犯を扱った『神を信ぜず』の続篇）で講談社ノンフィクション賞受賞。
プロ野球、競馬関係に造詣が深く、それらを題材とした著作が多い。1987年の第7回ジャパンカップでは馬券を的中させたが、この件は『優駿』1988年1月号の記事で岩川自身が明らかにしている。このほか、政界内幕もの、戦争などを主題とした作品を手がけ、初期はマンガ原作もこなした。同郷の後輩で、仕事仲間に作家大下英治がいる。
2001年7月15日、脳幹出血のため東京都昭島市の病院で死去。68歳没。

## 著書
- 『ドンブリストの冒険』文藝春秋、1974年。
- 『怨み買います』青樹社、1974年。
- 『神を信ぜず BC級戦犯の墓碑銘』立風書房、1976年。 のち中公文庫。
- 『巨魁 岸信介研究』ダイヤモンド社、1977年。 のち徳間文庫、ちくま文庫。
- 『ザ・ダッグアウト巨人軍 ミスターと25人の戦士たち』徳間書店、1978年。　のち徳間文庫。
- 『コレラ戦記』潮出版社、1978年。
- 『長島茂雄 不思議な魅力とその実像』スポニチ出版、1979年。
- 『ザ・ダッグアウト巨人軍人間学 知られざるスター選手の素顔』徳間書店、1979年。
- 『多くを語らず 生きている戦犯』中央公論社、1979年  のち中公文庫。
- 『競馬人間学』立風書房、1979年。 のち文春文庫。
- 『〇割〇分〇厘ひとり旅 巨人軍、栄光の秘密』潮出版社、1980年。 のち光文社文庫。
- 『キミは長島を見たか』立風書房、1981年。 のち集英社文庫。
- 『我れ自爆す、天候晴れ』中央文芸社、1982年。
- 『海峡』文藝春秋、1982年。 のち文春文庫 ※映画『海峡』の原作。
- 『殺人研究会』立風書房、1982年。
- 『ドキュメント家庭崩壊』コンパニオン出版、1982年。
- 『馬券人間学』立風書房、1983年。　のち『馬券学入門』と改題、中公文庫。
- 『日本の地下人脈 政・財界を動かす「陰の力」』光文社、1983年。 のち光文社文庫。
- 『人間の旗 甦った、血と涙の連隊旗』光文社、1983年。のち光文社文庫。
- 『忍魁・佐藤栄作研究』徳間文庫、1984年。
- 『決定的瞬間』中央公論社、1984年。のち中公文庫。
- 『たらこ刑事』光文社、 1984年。
- 『のんびり声の道を行く』サンケイ出版、1984年。
- 『天涯茫々』潮出版社、1985年。※横山源之助の評伝。
- 『殺人全書』光文社、1985年。のち光文社文庫、徳間文庫。
- 『巨人軍三国志』主婦と生活社、1985年。
- 『上着をぬいだ天皇』角川書店、1986年。のち角川文庫。
- 『現代情死図鑑』図書出版社、1987年。
- 『ノンフィクションの技術と思想』PHP研究所、1987年。
- 『ぼくの元気村探検』講談社、1988年。
- 『競馬ひとり旅』立風書房、1988年。
- 『どうしやうもない私 わが山頭火伝』講談社、1989年。のち講談社文庫。
- 『ロングショットをもう一丁 日本競馬名人列伝』マガジンハウス、1990年。
- 『死体の食卓 怪奇ユーモア小説』悠思社 1991年。
- 『広く天下の優駿を求む』プレジデント社、1994年。
- 『日本人の生き方列伝』プレジデント社、1994年。
- 『孤島の土となるとも BC級戦犯裁判』講談社、1995年。
- 『ぼくが新聞を信用できないわけ』潮出版社、1996年。
- 『東京優駿大競走事始め』毎日コミュニケーションズ、2003年。

### 共著
- 山下勝利・山本祥一朗共著『別れ方の研究 さわやかな別れをするために』フォー・ユー、1997年。